# Die Reit
Die Reit este o arie protejată (arie specială de conservare — SAC, sit de importanță comunitară — SCI) din Germania întinsă pe o suprafață de 63 ha, integral pe uscat.

## Localizare
Centrul sitului Die Reit este situat la coordonatele 53°28′35″N 10°06′39″E / 53.4764°N 10.1108°E.

## Înființare
Situl Die Reit a fost declarat sit de importanță comunitară în decembrie 1999 pentru a proteja 7 specii de animale. Situl a fost protejat și ca arie specială de conservare în august 2016.

## Biodiversitate
Situată în ecoregiunea atlantică, aria protejată conține 1 habitat natural: Lacuri eutrofice naturale cu vegetație de tip Magnopotamion sau Hydrocharition.
La baza desemnării sitului se află mai multe specii protejate:
- amfibieni (1): triton cu creastă (Triturus cristatus)
- mamifere (2): castor (Castor fiber), vidră de râu (Lutra lutra)
- nevertebrate (2): Anisus vorticulus, libelule (Leucorrhinia pectoralis)
- pești (2): Cobitis taenia Complex, boarță (Rhodeus amarus)